# Lagos Open 1989
Il Lagos Open 1989 è stato un torneo di tennis facente parte della categoria ATP Challenger Series nell'ambito dell'ATP Challenger Series 1989. Il torneo si è giocato a Lagos in Nigeria dal 13 al 12 febbraio 1989 su campi in cemento.

## Perdenti

### Singolare
Paul Haarhuis ha battuto in finale  Karel Nováček con il punteggio di 4–6, 7–6, 6–4

### Duale
Alfonso Mora /  James Schor hanno battuto in finale  Jacco Eltingh /  Paul Haarhuis con il punteggio di 4–6, 7–6, 6–2